# The Girl at the Cupola
The Girl at the Cupola es un cortometraje mudo estadounidense de 1912 producido por Selig Polyscope Company. Es dirigido por Oscar Eagle y con la actuación de Kathlyn Williams.
Una copia sobrevive en colección de la Biblioteca del Congreso de los EE.UU. La película también está disponible en formato vídeo/dvd.

## Reparto
- Kathlyn Williams - Jessie Wilson
- Thomas Commerford - Silas Wilson, el padre de Jessie (acreditado como T. J. Commerford)
- Charles Clary - Jack Berry
- Frank Weed - John Dixon
- Vera Hamilton - Sra. Dixon
- Evelyn Allen - Rose Dixon
- Allen Mathes - Frank Johnson
- Frederick Bernard - Dr. Bonbrake (acreditado como Fred  Bernard)
- Julius Frankenburg - El Paymaster
- William Stowell - Ed Gordon, nuevo Foreman